# 格奥尔格·海因里希·蒂森
格奥尔格·海因里希·蒂森 （德語：Georg Heinrich Thiessen，1914年1月19日—1961年6月3日）是一位出生于德国布伦斯比特尔镇的天文学家。
1940年格奥尔格·海因里希·蒂森在哥廷根大学"理查德·贝克"教授的指导下取得物理和数学专业学位，
1943年进入位于弗莱堡的"夫琅和费高频研究所"，在那儿遇到了"卡尔-奥托·基彭霍伊尔"(Karl-Otto Kiepenheuer)。1945年1月被派至
汉堡—伯格多夫天文台，从1946年至1953年先后担任助理和观测员。到1953年他已成为太阳磁场研究领域的专家，曾撰写了很多该方面的论文。
1967年7月3日，他在一次有轨电车迎面相撞的交通事故中不幸罹难，他的妻子也在此次事故中受了重伤。
月球上的蒂森环形山就是以他的名字命名的。